# Jean Noël Obou Seri
Jean Noël Obou Seri (6 de diciembre de 1981) es un deportista marfileño que compitió en taekwondo.
Ganó una medalla en los Juegos Panafricanos de 2011 y tres medallas en el Campeonato Africano de Taekwondo entre los años 2005 y 2010.

## Palmarés internacional
| Juegos Panafricanos | Juegos Panafricanos       | Juegos Panafricanos | Juegos Panafricanos |
| Año                 | Lugar                     | Medalla             | Categoría           |
| ------------------- | ------------------------- | ------------------- | ------------------- |
| 2011                | Maputo (Mozambique)       | Medalla de bronce   | –68 kg              |
| Campeonato Africano |                           |                     |                     |
| Año                 | Lugar                     | Medalla             | Categoría           |
| 2005                | Antananarivo (Madagascar) | Medalla de oro      | –62 kg              |
| 2009                | Yaundé (Camerún)          | Medalla de oro      | –63 kg              |
| 2010                | Trípoli (Libia)           | Medalla de bronce   | –63 kg              |